# Ricchi, ricchissimi... praticamente in mutande
Ricchi, ricchissimi... praticamente in mutande è un film italiano a episodi, del 1982, diretto da Sergio Martino.

## Trame

### Primo episodio
Cesare Domenichini è un poveraccio che, per portare la famiglia al mare, segue i consigli del collega Medoro e si costruisce una baracca abusiva su una spiaggetta. Qui trasferitisi per le vacanze, incontrano un gruppo di nudisti, capitanati dal superdotato Ermanno Mordini soprannominato "Batacchio". Cesare tenta in ogni modo di allontanare i nudisti, ma non ci riesce ed è costretto a far uscire i figli la mattina prestissimo per nascondere loro le nudità.
La moglie di Cesare, Maria, sembra morbosamente attratta da Mordini e lo invita nella loro casa, ma Cesare lo scaccia. Ormai stanco, Cesare decide di chiamare i vigili urbani, ma proprio quando arrivano, Mordini e il suo gruppo si fanno trovare vestiti. I vigili al contrario, ingiungono a Cesare di smontare la baracca in quanto abusiva.
Cesare si rivolge di nuovo a Medoro, il quale lo informa che un malato grave in baracca eviterebbe di smontarla e così porta da casa lo zio diabetico. Costretti ormai a convivere con i nudisti, lasciano lo zio solo in casa, ma questi mangia un barattolo di miele e va in shock diabetico.
Tornati sulla spiaggia, scoprono che il gruppo di nudisti ha occupato la baracca deciso a rimanerci, in quanto il giudice è in ferie, ma la baracca crolla addosso a Mordini. Cesare viene condannato per lesioni aggravate, anche nei confronti del collega Medoro, che ha colpito con una bottigliata in testa. Mentre Cesare è trasportato in carcere, sua moglie Maria lo saluta con fare ingenuo dicendogli che avrebbe continuato la vacanza assieme a Mordini.

### Secondo episodio
L'industriale Mario Zamboni, in vacanza a Livorno con l'opprimente moglie e la figlia Aurora, insieme ad un Ammiraglio in pensione e al suo figlio cadetto, cede alle avance della bella Frau Kruppe, ricca donna tedesca con la passione per le carte. In realtà la donna e il suo maggiordomo sono due truffatori italiani che spacciano valuta falsa e Zamboni finisce imputato per spaccio di valuta e lesioni a pubblico ufficiale.
Scagionato dalla prima accusa dalla confessione della donna arrestata poco dopo, verrà pure assolto dalla seconda accusa: poiché la moglie non ha intenzione di divorziare, per il pretore non c'è condanna peggiore per Zamboni che vivere con quell'energumena.

### Terzo episodio
Alberto Del Prà, proprietario di un cantiere navale sull'orlo del fallimento, riesce ad ottenere la commessa di un enorme yacht per un ricchissimo emiro arabo; questi, tramite il suo segretario, l'avverte di una postilla al contratto: desidera aggiungere alle sue dodici "perle bionde", una tredicesima "perla bruna", ossia trascorrere una notte con Francesca, la bellissima moglie di Alberto che, dopo un iniziale rifiuto, è costretta a "sacrificarsi" visto che tutti i cantieri della città sono scesi in sciopero per solidarietà con gli operai del cantiere di Alberto.
Giunti al palazzo dell'emiro, Alberto scopre però che il vero oggetto del desiderio non è la moglie ma lui stesso, data l'omosessualità dell'arabo, e che le dodici mogli sono in realtà dei travestiti.
Del Prà tenta quindi di sfuggire all'inatteso destino, ma viene rispedito a forza tra le braccia dell'emiro dai suoi stessi operai, decisi a non perdere il lavoro. Denunciato l'accaduto, durante il processo in tribunale Alberto cambia idea quando l'emiro gli propone una nuova commessa di ben dodici yacht, stavolta senza postille.

## Produzione
La pellicola, come un ideale seguito, riprende lo stile del film Zucchero, miele e peperoncino, del 1980. Entrambi i film hanno lo stesso regista, gli stessi interpreti principali (Banfi, Fenech, Franco e Pozzetto) e lo stesso schema narrativo di tre episodi in un unico tribunale.

## Colonna sonora
La canzone dei titoli di testa e di coda del film ha il titolo Pizza, prosciutto e fichi.